# تکله عباس‌آباد سفلی
تکله عباس‌آباد سفلی یک روستا در ایران است که در استان اردبیل واقع شده است. این روستا در شمال منطقه مغان و در ۲۵ کیلومتری شرق شهرستان پارس‌آباد قرار دارد که این ناحیه مناطق قشلاقی طایفه تکله می‌باشد.
.